# Jeleniewo (gmina)
Jeleniewo est une gmina rurale du powiat de Suwałki, Podlachie, dans le nord-est de la Pologne. Son siège est la ville de Jeleniewo, qui se situe environ 14 km au nord de Suwałki et 122 km au nord de la capitale régionale Białystok.
La gmina couvre une superficie de 131,84 km2 pour une population de 3 018 habitants.

## Géographie
La gmina inclut les villages de Bachanowo, Białorogi, Błaskowizna, Czajewszczyzna, Czerwone Bagno, Gulbieniszki, Hultajewo, Ignatówka, Jeleniewo, Kazimierówka, Krzemianka, Leszczewo, Łopuchowo, Malesowizna, Okrągłe, Podwysokie Jeleniewskie, Prudziszki, Rutka, Rychtyn, Ścibowo, Sidorówka, Sidory, Sidory Zapolne, Suchodoły, Sumowo, Szeszupka, Szurpiły, Udryn, Udziejek, Wodziłki, Wołownia, Zarzecze Jeleniewskie et Żywa Woda.
La gmina borde la ville de Suwałki et les gminy de Przerośl, Rutka-Tartak, Suwałki, Szypliszki et Wiżajny.